# Lauren Vélez

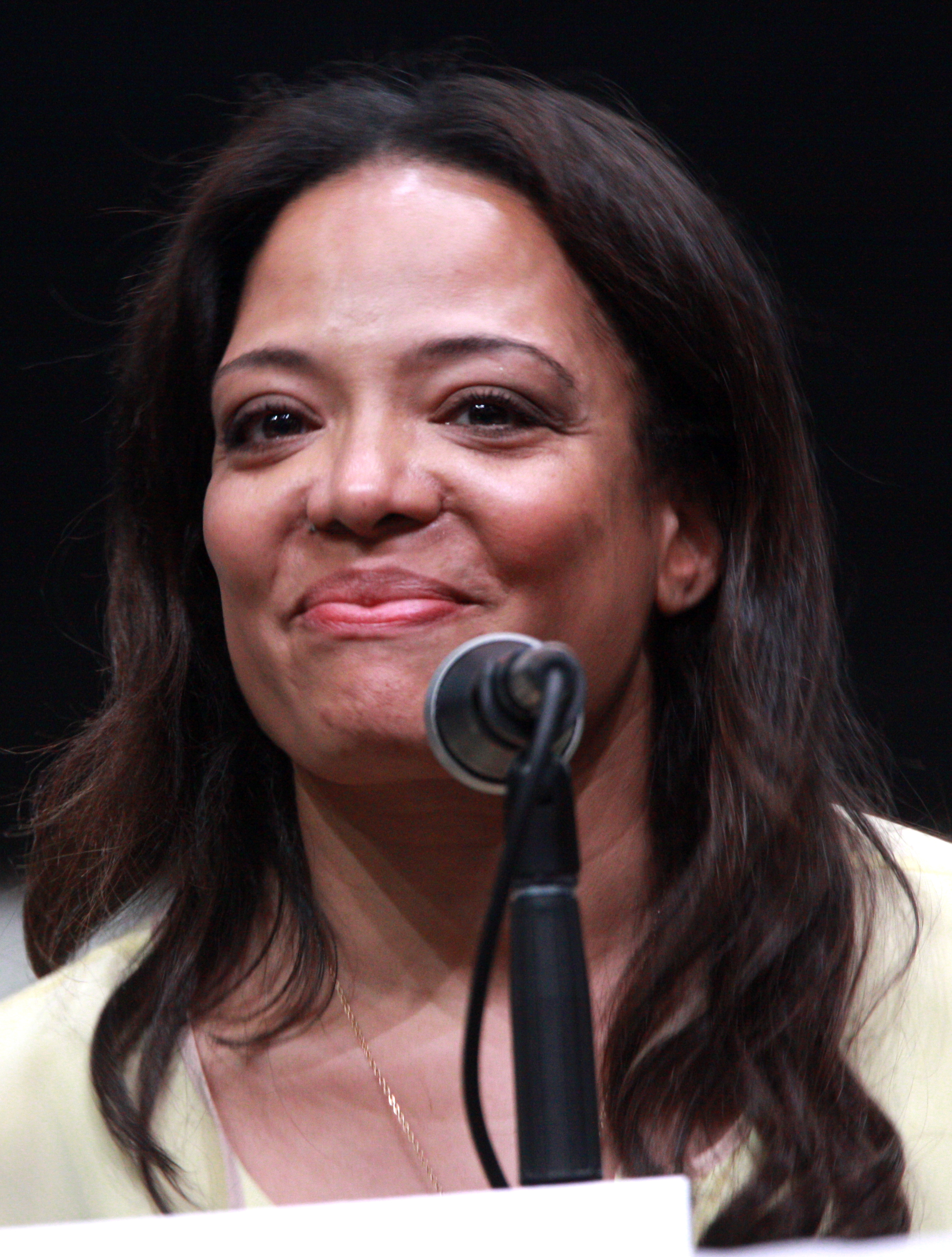
Vélez bei der Comic-Con 2013

Luna Lauren Vélez (* 2. November 1964 in Brooklyn, New York City) ist eine US-amerikanische Schauspielerin. Sie hat eine Zwillingsschwester, die auch Schauspielerin ist, namens Lorraine Vélez.

## Biografie

### Herkunft und Ausbildung
Vélez’ Eltern wanderten in den frühen 1950er Jahren von Puerto Rico in die Vereinigten Staaten aus und ließen sich in Brooklyn, New York nieder. Laurens Vater arbeitete bei der Polizei und zog mit seiner Frau, Lauren und ihren sieben Geschwistern in den Stadtteil Queens. Bereits in der Grundschule entschied sich Lauren für eine Karriere als Schauspielerin.
Nach dem Highschool-Abschluss besuchte sie zusammen mit ihrer Zwillingsschwester Loraine die „Alvin Ailey Dancing School“, das „Acting Studio“ und studierte mit Michael Howard Shakespeare. Ihren ersten Job übte Vélez beim Musical Dreamgirls aus. Sie arbeitete nebenbei auch bei einigen Off-Broadway-Produktionen mit.

### Karriere
1995 hatte Vélez ihre erste große Fernsehrolle als Nina Moreno in der Fernsehserie New York Undercover. Es folgten einige Filmproduktionen und später Nominierungen als beste Hauptdarstellerin beim „Independent Spirit Award“ und beim „Desi Award“. Vélez spielte 1997 in einer größeren Rolle in der Gefängnisserie Oz – Hölle hinter Gittern mit, in der auch David Zayas (später gemeinsam bei Dexter) mitwirkte. 1996 arbeitete sie mit Al Pacino im Politthriller City Hall zusammen.
Am 24. Juni 2006 gewann sie bei der Long Island International Film Expo den Preis als beste Nebendarstellerin für ihre Darstellung der Roseanne Crystal im Film Serial.
Von 2006 bis 2013 spielte Lauren Vélez in der Fernsehserie Dexter die Rolle von Lt. Maria LaGuerta.

## Filmografie (Auswahl)
- 1994: Life Is Trouble (I Like It Like That)
- 1995: The Cosby Mysteries (1 Folge)
- 1995–1998: New York Undercover (44 Folgen)
- 1996: City Hall
- 1997: Buscando un sueño
- 1997–2003: Oz – Hölle hinter Gittern (Oz, 42 Folgen)
- 1997: I Think I Do
- 1998: Dangerous Kids – Highschool der Hoffnung
- 1998: The LaMastas
- 1999: Law & Order (1 Folge)
- 1999: Geheimprojekt X – Dem Bösen auf der Spur (1 Folge)
- 1999: Taino
- 1999: St. Michael’s Crossing
- 2000: Prince of Central Park
- 2000: Profiler (1 Folge)
- 2000: Pretender (1 Folge)
- 2001: Prison Song
- 2001: Day of Revenge – Verräterisches Spiel
- 2003: Polizeibericht Los Angeles (2 Folgen)
- 2004: Law & Order: Special Victims Unit (2 Folgen)
- 2005: Wanted (1 Folge)
- 2005: Barely Buzzed
- 2005: Strong Medicine: Zwei Ärztinnen wie Feuer und Eis (1 Folge)
- 2006: Medium – Nichts bleibt verborgen (Medium, 1 Folge)
- 2006–2007: Numbers – Die Logik des Verbrechens (3 Folgen)
- 2006–2012: Dexter
- 2007: Serial
- 2008: Criminal Intent – Verbrechen im Visier (1 Folge)
- 2009–2010: Alles Betty! (6 Folgen)
- 2011: Breakout Kings (1 Folge)
- 2011: Hawthorne (1 Folge)
- 2011: Rosewood Lane
- 2014: Unforgettable (1 Folge)
- 2016: Elementary (1 Folge)
- 2016: Officer Downe – Seine Stadt. Sein Gesetz. (Officer Downe)
- 2016–2017: How to Get Away with Murder (11 Folgen)
- 2017–2018: Blue Bloods – Crime Scene New York (Fernsehserie, 2 Folgen)
- 2018: The First Purge
- 2018: Spider-Man: A New Universe (Spider-Man: Into the Spider-Verse, Stimme)
- 2019: Windows on the World
- 2019: Swallow
- 2019: Shaft
- 2020: Ana
- 2021: Rogue Hostage
- seit 2022: East New York (Fernsehserie)
- 2023: Spider-Man: Across the Spider-Verse (Stimme)
- 2023: Transformers: Aufstieg der Bestien (Transformers: Rise of the Beasts)